# Exidmonea crassimargo
Exidmonea crassimargo är en mossdjursart som först beskrevs av Canu och Bassler 1929.  Exidmonea crassimargo ingår i släktet Exidmonea och familjen Tubuliporidae. Inga underarter finns listade i Catalogue of Life.